# لوكاس ألكاراز
لويس لوكاس ألكاراز غونزاليس، (بالإسبانية: Lucas Alcaraz)‏ من مواليد 1966 في غرناطة، مدرب كرة قدم إسباني، ومدرب منتخب الجزائر لكرة القدم منذ 13 أبريل إلى غاية 18 أكتوبر 2017.
حاصل على دبلوم أمين مكتبة من جامعة غرناطة بإسبانيا، كما أنه أستاذ التكتيكات والاستراتيجية في المدرسة الوطنية الإسبانية للمدربين

## السيرة

### عائليًا
لويس ألكاراز هو ابن فيليب ألكاراز نائب برلماني سابق في حزب اتحاد اليسار الإسباني الذي ينتمي لأقصى اليسار، والرئيس التنفيذي للحزب الشيوعي الأندلسي.
جد لويس ألكاراز من جهة أمه، خوسيه مانويل غونزاليس، هو لاعب سابق لغرناطة، مالاجا وريال مدريد في الأربعينيات والخمسينيات من القرن الماضي.

## المشوار الرياضي
بدأ لويس ألكاراز لعبة كرة القدم مع نادي ريال خين للشباب (هذا النادي سبق أن لعب له نجم الكرة التونسية عادل السليمي في بداية مشواره الاحترافي في أوروبا)، ثم لعب ألكاراز مع نادي غرناطة بالتزامن مع حضوره دروس لكي يصبح مدربًا. توقف عن لعب كرة القدم نهائيًا سنة 1994 (في سن 28) لكي يخصص مشواره كليًا للتدريب.
سنة 2000، وقع ألكاراز عقدًا لتدريب نادي ريكياتيفو ولبة ونجح على الصعود بالنادي إلى القسم الإسباني الأول سنة 2002.
سنة 2006، صعد بنادي ريال مورسيا إلى الدرجة الأولى.
في كانون الأول/ديسمبر 2012 تم انتدابه من طرف نادي أريس سالونيكا اليوناني. غادر النادي يوم 29 كانون الثاني/يناير 2013 لكي يلتحق بنادي مدينته غرناطة فأنقذه من السقوط إلى الدرجة الثانية. خلال موسم 2014/2013 غرناطة نجح مرة أخرى في تفادى السقوط إلى الدرجة الثانية مع ألكاراز، في نهاية الموسم فضل ألكاراز مغادرة غرناطة ليخلفه المدرب خواكين كاباروس.
21 تشرين الأول/أكتوبر 2014، تم انتدابه من طرف نادي ليفانتي بعد إقالة المدرب خوسيه لويس مانديليبار، تم إقالته من مهامه في تشرين الأول/أكتوبر  2015.
في 15 تشرين الأول/أكتوبر 2016، انطلق ألكاراز في مهمته الثالثة مع نادي غرناطة (في قائمة الخطر بالبطولة) بعد خسارة 1/7 أمام أتليتيكو مدريد. يوم 18 شباط/فبراير 2017، وخلال مباراة أمام ريال بيتيس إشبيلية، أصبح ألكاراز أول مدرب في البطولة الإسبانية يُشرك 11 لاعبًا من 11 جنسية مُختلفة. تم إقالته يوم 10 أبريل 2017 ليتم استبداله بالمدرب الإنجليزي ولاعب آرسنال السابق توني آدامز.
يوم 13 نيسان/أبريل 2017، أصبح لويس ألكاراز مدربًا للمنتخب الجزائري لكرة القدم، ليخلف بذلك المدرب البلجيكي جورج ليكنس الذي استقال مباشرة بعد الإقصاء من الدور الأول لبطولة إفريقيا لكرة القدم 2017 في الغابون.

## روابط خارجية
- لوكاس ألكاراز على موقع قاعدة بيانات كرة القدم.إي يو (الإنجليزية)
- لوكاس ألكاراز على موقع بيانات كرة القدم. دي إي (الألمانية)
- لوكاس ألكاراز على موقع عالم كرة القدم.نت (الإنجليزية)